# Třebiště
Třebiště (německy Trebischt) je malá vesnice, část obce Skalice v okrese Tábor v Jihočeském kraji. Nachází se asi 1,5 kilometru západně od Skalice. V roce 2011 zde trvale žilo 91 obyvatel.
Třebiště je také název katastrálního území o rozloze 2,2 km².

## Historie
První písemná zmínka o vesnici pochází z roku 1553.

## Obyvatelstvo
| Rok            | 1869 | 1880 | 1890 | 1900 | 1910 | 1921 | 1930 | 1950 | 1961 | 1970 | 1980 | 1991 | 2001 | 2011 | 2021 |
| -------------- | ---- | ---- | ---- | ---- | ---- | ---- | ---- | ---- | ---- | ---- | ---- | ---- | ---- | ---- | ---- |
| Počet obyvatel | 147  | 150  | 136  | 142  | 153  | 145  | 142  | 127  | 117  | 113  | 93   | 81   | 103  | 91   | 85   |
| Počet domů     | 21   | 23   | 24   | 25   | 25   | 27   | 31   | 31   | 26   | 27   | 24   | 32   | 30   | 40   | 41   |

## Obecní správa
Při sčítání lidu v letech 1850–1889 Třebiště byla osadou obce Želeč v okrese Tábor. V letech 1890–1976 byla samostatnou obcí, se kterým patřila nejprve do okresu Tábor, ale v roce 1950 v okrese Soběslav a od roku 1960 opět v okrese Tábor. Od 1. dubna 1976 je částí obce Skalice v okrese Tábor.

## Další fotografie

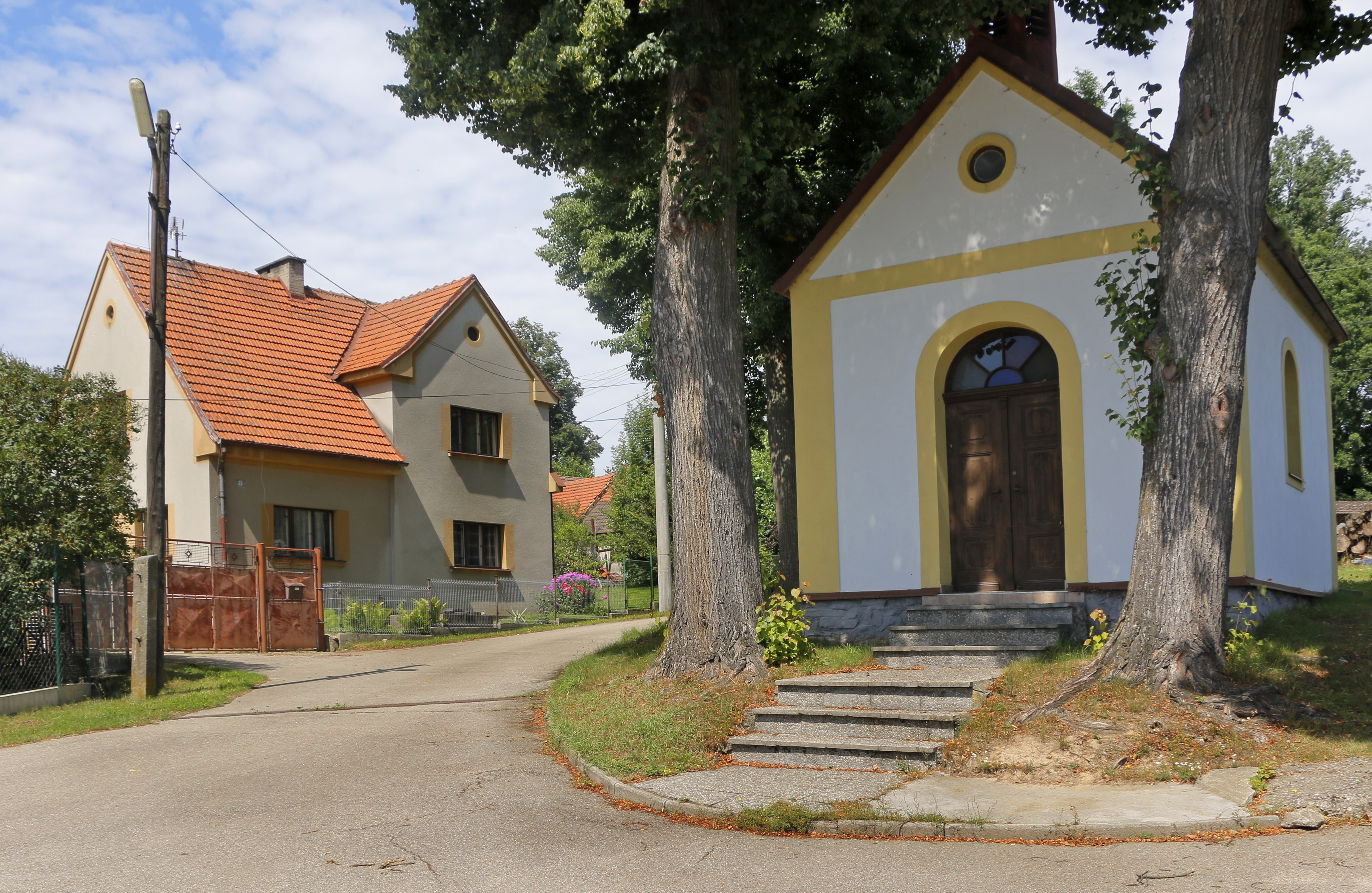
Kaple pod lipami
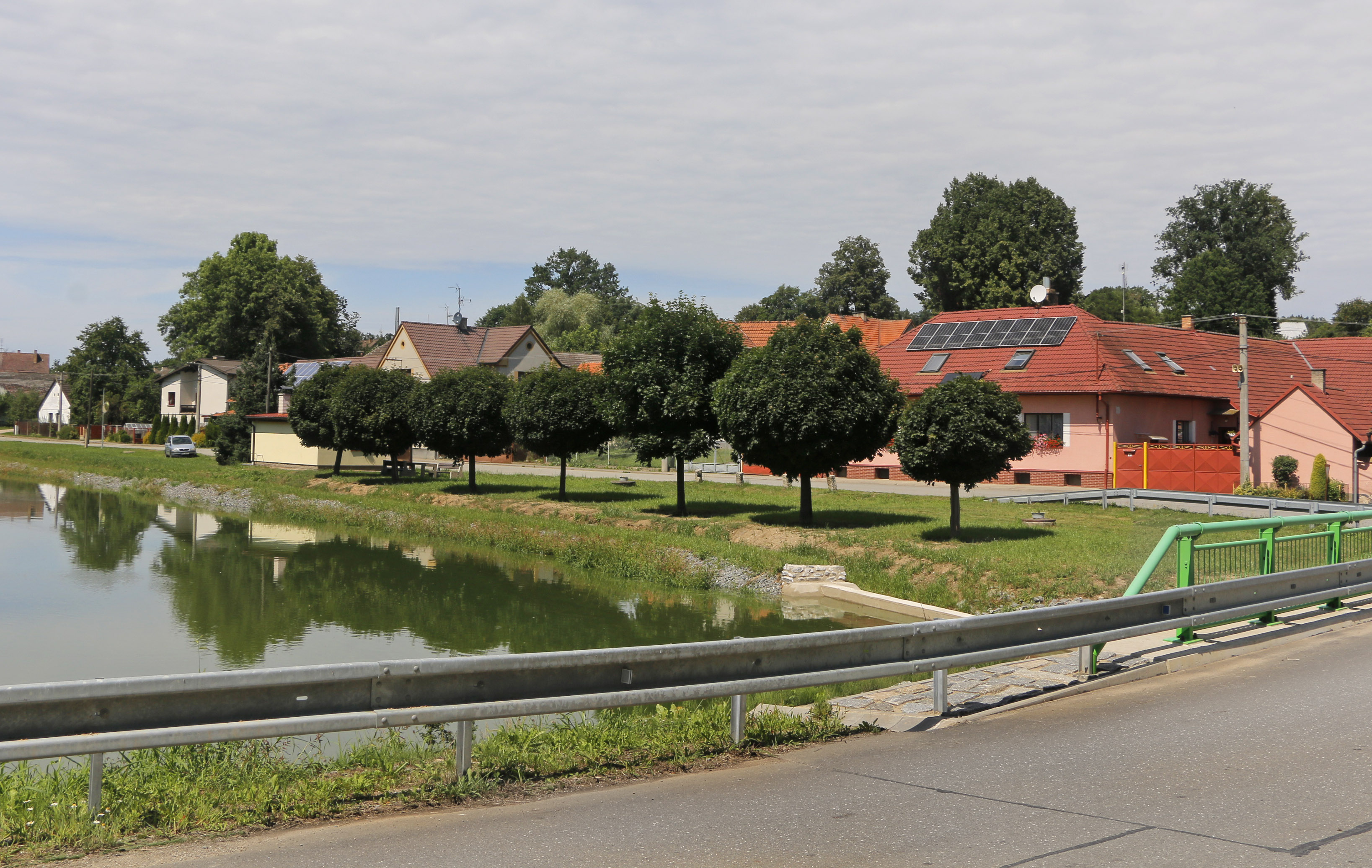
Návesní rybník
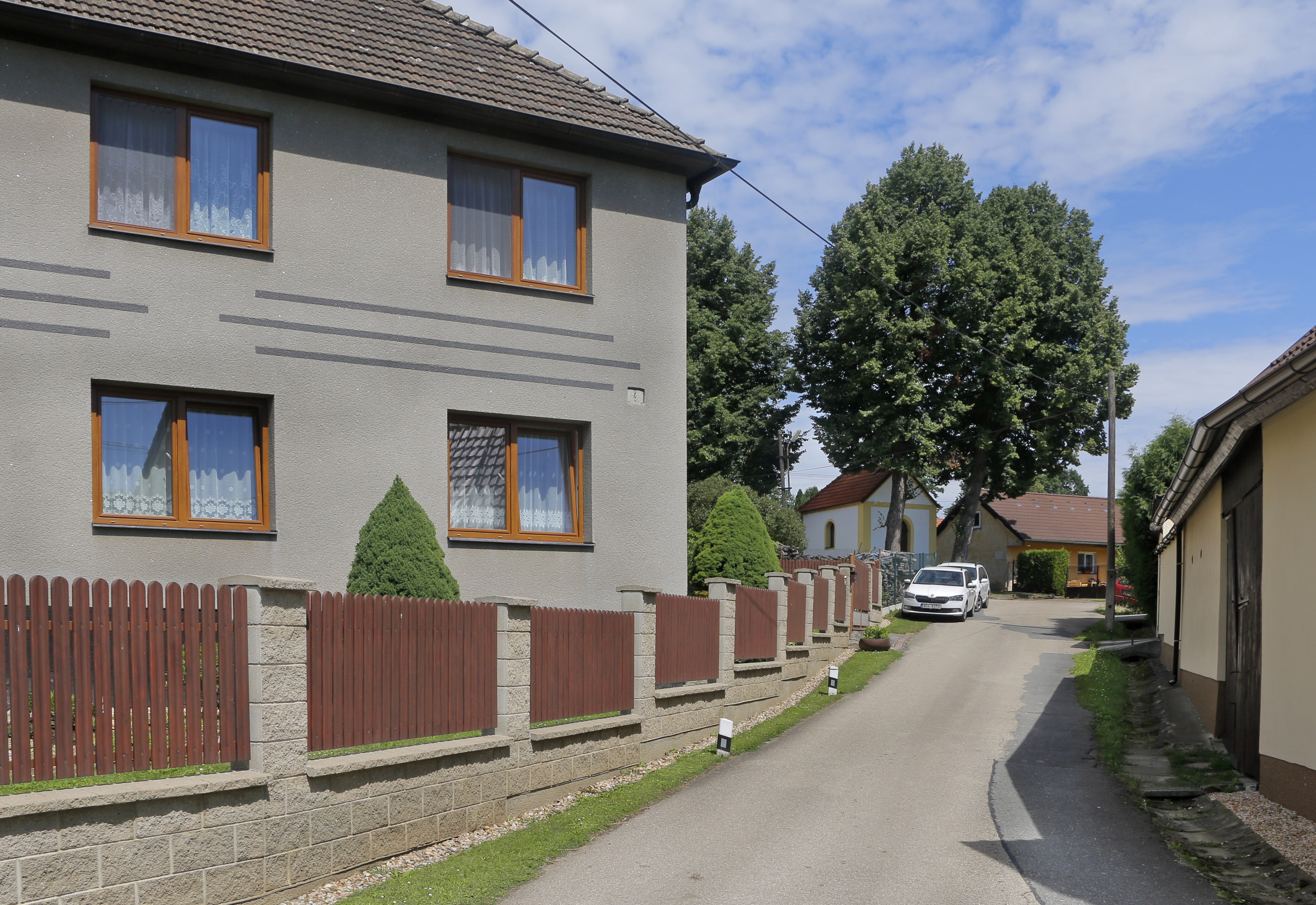
Ulice ke kapli